# Pierre Durand (torpilleur)
Pour les articles homonymes, voir Pierre Durand et Durand.
Le Pierre Durand est un torpilleur intégré à la Marine française, comme ancien destroyer de la Kaiserliche Marine SMS V 79 transféré à la France au titre des dommages de guerre. 

Construit au chantier naval AG Vulcan à Stettin, le navire est mis en service en juillet 1916.

## Histoire
Il porte le nom du marin Pierre Durand. Né à Plonéour-Lanvern le 30 juin 1876, Durand entre dans la marine comme mousse en 1890, devient canonnier et participe aux campagnes de Madagascar (1894-1897) et du Tonkin (1898). 
En 1914, second maître pointeur du cuirassé Bouvet, il prend part à la tentative de pénétration des Dardanelles. Malheureusement, le navire touche une mine et chavire en quelques minutes (18 mars 1915). Durand refuse de quitter son poste et se bat héroïquement jusqu'à la fin.